# Pterolophia albomaculata
Pterolophia albomaculata là một loài bọ cánh cứng trong họ Cerambycidae.